# 唐川县
唐川县，中国古县名。
唐置，宋废，今四川省筠连县地。治今筠连县西南。属筠州。